# Rafael Esteban Santamaría
Rafael Esteban Santamaría (Guadalajara, 18 de noviembre de 1971) es un político español perteneciente al Partido Socialista Obrero Español. Fue Senador por el PSOE durante la xiii legislatura y la xiv legislatura y ocupa el cargo de alcalde de Marchamalo desde 2003.

## Biografía
Nacido en Guadalajara en 1971, es ingeniero técnico de telecomunicaciones por la Universidad de Alcalá. Está casado y tiene dos hijos. Realizó una trayectoria laboral en empresas como Indra y Xfera desde 1996 hasta 2002.

## Trayectoria política
Militante del Partido Socialista Obrero Español desde 1994, ha ocupado distintos cargos políticos y dentro de su partido. Tras la segregación de Marchamalo de Guadalajara, se convirtió en concejal del nuevo Ayuntamiento que se constituyó, siendo alcalde de forma ininterrumpida desde 2003. Fue diputado provincial de Guadalajara por el partido judicial de Guadalajara en la corporación de 2007 a 2011, ocupando el cargo de vicepresidente de dicha institución.
En las elecciones generales de 2019, Esteban Santamaría se convirtió en Senador por Guadalajara, siendo el candidato que más votos recibió en la circunscripción. Con motivo de la convocación de nuevas elecciones generales en noviembre de 2019 tras haberse agotado el plazo que establece la Constitución para formar un Gobierno, Rafael Esteban Santamaría resultó elegido nuevamente Senador por la circunscripción electoral de Guadalajara, siendo el segundo candidato que más votos recibió.